# Toomas Tõniste
Toomas Tõniste (Tallin, URSS, 26 de abril de 1967) es un político y deportista estonio que compitió para la Unión Soviética en vela en la clase 470.
Participó en cuatro Juegos Olímpicos de Verano, entre los años 1988 y 2004, obteniendo en total dos medallas, plata en Seúl 1988 y bronce en Barcelona 1992, ambas en la clase 470 (junto con su hermano gemelo Tõnu). Ganó una medalla de oro en el Campeonato Europeo de 470 de 1992.
En 2001 fue galardonado con la Orden de la Cruz Roja Estonia de clase III.
Estudió Educación Física en la Universidad de Tallin. Entre 2007 y 2015 fue diputado en el Parlamento de Estonia por el partido Patria. Entre 2017 y 2019 fue ministro de Finanzas de Estonia.

## Palmarés internacional
| \| Representando a la URSS \| \| \| \| \| Juegos Olímpicos \| \| \| \| \| Año \| Lugar \| Medalla \| Clase \| \| 1988 \| Seúl (Corea del Sur) \| Medalla de plata \| 470 \| \| Representando a Estonia \| \| \| \| \| Juegos Olímpicos \| \| \| \| \| Año \| Lugar \| Medalla \| Clase \| \| 1992 \| Barcelona (España) \| Medalla de bronce \| 470 \| \| Campeonato Europeo \| \| \| \| \| Año \| Lugar \| Medalla \| Clase \| \| 1992 \| Nieuwpoort (Bélgica) \| Medalla de oro \| 470 \| |                      |                   |       |
| Representando a la URSS |                      |                   |       |
| Juegos Olímpicos |                      |                   |       |
| Año | Lugar                | Medalla           | Clase |
| 1988 | Seúl (Corea del Sur) | Medalla de plata  | 470   |
| Representando a Estonia |                      |                   |       |
| Juegos Olímpicos |                      |                   |       |
| Año | Lugar                | Medalla           | Clase |
| 1992 | Barcelona (España)   | Medalla de bronce | 470   |
| Campeonato Europeo |                      |                   |       |
| Año | Lugar                | Medalla           | Clase |
| 1992 | Nieuwpoort (Bélgica) | Medalla de oro    | 470   |